# Nižná Myšľa
Nižná Myšľa est un village de Slovaquie situé dans la région de Košice.

## Histoire
Des fouilles ont révélé une occupation de la région vers 1700 - 1400 av. J.-C.
Première mention écrite du village en 1270.
La localité fut annexée par la Hongrie après le premier arbitrage de Vienne le 2 novembre 1938. En 1938, on comptait 1 130 habitants dont 17 d’origines juives.Elle faisait partie du district de Füzér-Gönc (hongrois : Füzér-gönci járás). Le nom de la localité avant la Seconde Guerre mondiale était Nižnia Myšľa. Durant la période 1938 -1945, le nom hongrois Alsómislye était d'usage. À la libération, la commune a été réintégrée dans la Tchécoslovaquie reconstituée.

## Démographie

### Évolution de la population
| Année:               | 1994. | 2004.    | 2014.    | 2024.   |
| -------------------- | ----- | -------- | -------- | ------- |
| Nombre de personnes: | 1216  | 1394     | 1678     | 1615    |
| Différence:          |       | +14,63 % | +20,37 % | -3,75 % |

| Année:               | 2023. | 2024.   |
| -------------------- | ----- | ------- |
| Nombre de personnes: | 1617  | 1615    |
| Différence:          |       | -0,12 % |

## Transport
Le village possède une gare sur la ligne de chemin de fer 190 entre Košice et Čierna nad Tisou.